# Saverio Marconi
Saverio Marconi (Roma, 1º aprile 1948) è un attore e regista teatrale italiano.

## Biografia
Frequenta la scuola di recitazione di Dory Cei di Firenze, e poi nel 1970, al Teatro Studio del Teatro Metastasio di Prato, ottiene la sua prima scrittura in una produzione di prosa, da Garinei e Giovannini. L'attività di attore teatrale prosegue al Teatro Stabile di Torino lavorando con Franco Enriquez e Aldo Trionfo.
Negli anni settanta, nel periodo delle cooperative teatrali, entra a far parte della cooperativa di Gabriele Lavia, la G.S.T. e poi nella compagnia Il Cigno.
Dopo alcune esperienze nel cinema, Marconi incontra Paolo e Vittorio Taviani, dai quali, dopo il provino, ottiene la parte di Gavino in Padre padrone, film che gli vale il Palmarès al Festival di Cannes e il Nastro d'argento al migliore attore esordiente.
Poi lavora in numerosi film diretti da Gillo Pontecorvo, Luigi Comencini, Pasquale Squitieri. In televisione appare in alcuni sceneggiati. Si sperimenta come regista teatrale con un piccolo gruppo marchigiano non professionista: da questa esperienza nasce a Tolentino la scuola di recitazione di cui è ancora oggi direttore artistico e, poi, la Compagnia della Rancia in cui è attore, regista, autore, produttore e direttore artistico e, dal 1988, firma la regia dei musical La piccola bottega degli orrori, A Chorus Line con Antonella Elia, La cage aux folles, Cabaret, prima edizione italiana sulle musiche e copione americano originali con Gennaro Cannavacciuolo nei panni di MC, Dolci vizi al foro, West Side Story, Cantando sotto la pioggia, Sette spose per sette fratelli e Pinocchio.
Nel 2000 realizza Dance!, suo primo musical originale. Nel frattempo dirige due musical a Parigi per il teatro Folies Bergère e a Broadway, la fringe-presentation del musical originale Mac Gregor.
Sperimenta nuovi generi: la regia delle opere liriche Don Pasquale al Teatro Gentile da Fabriano nel 1996 e L'elisir d'amore allo Sferisterio di Macerata nel 2002, la regia del concerto di Gianni Morandi Come fa bene l'amore e un progetto cinematografico con Susanna Tamaro e Roberta Mazzoni.
Dal 2003 al 2008 è direttore artistico del Teatro della Luna di Milano dove mette in scena Pinocchio con le musiche dei Pooh, cura l'edizione in concerto di Nine in versione italiana, il musical ispirato a 8½ di Federico Fellini e dirige l'opera lirica Le donne curiose di Ermanno Wolf-Ferrari con Bruno de Simone e Riccardo Zanellato al Teatro Filarmonico di Verona nel 2003.
Nel 2005 dirige la versione italiana del musical The Sound of Music; realizza la nuova edizione di Cenerentola, commedia musicale per bambini tratta dalla fiaba di Perrault.
Nel 2006 dirige la versione italiana di The Producers di Mel Brooks e firma la regia di Sweet Charity.
Nel 2007 realizza una nuova versione di Cabaret con protagonista Michelle Hunziker e il riallestimento de Il giorno della tartaruga", in omaggio a Garinei e Giovannini. A marzo 2008 firma con Federico Bellone la prima produzione italiana di un musical Disney: High School Musical - Lo spettacolo. Nel 2009 è fisso come critico teatrale nella commissione del talent-show Amici di Maria De Filippi. Nel 2009/2010 firma, insieme a Daniel Ezralow, la prima versione italiana del musical Cats, che risulta lo spettacolo più visto della stagione (dati Giornale dello Spettacolo, AGIS).
Nel 2011 Saverio Marconi è tornato a proporsi come attore di prosa, interpretando Variazioni enigmatiche di Éric-Emmanuel Schmitt, sotto la regia di Gabriela Eleonori, e a dirigere uno spettacolo di prosa: Rain Man, tratto dall'omonimo film. Nel 2012 dirige la nuova edizione di Grease e il debutto nazionale del musical Frankenstein Junior. Nel 2018 dirige Big Fish, il nuovo musical della Compagnia della Rancia, che debutta l'11 ottobre 2018 a Tolentino al Teatro Vaccaj.

## Filmografia
- Vai gorilla, regia di Tonino Valerii (1975)
- Padre padrone, regia di Paolo e Vittorio Taviani (1977)
- Comincerà tutto un mattino: io donna tu donna, regia di Angelo Pannacciò (1978)
- Porca società, regia di Luigi Russo (1978)
- Hotel Locarno, regia di Bernard Weber (1978)
- Il giorno dei cristalli, regia di Giacomo Battiato (1979)
- Il prato, regia di Paolo e Vittorio Taviani (1979)
- Ogro, regia di Gillo Pontecorvo (1979)
- Luca il contrabbandiere, regia di Lucio Fulci (1980)
- Voltati Eugenio, regia di Luigi Comencini (1980)
- Razza selvaggia, regia di Pasquale Squitieri (1980)
- Buona come il pane, regia di Riccardo Sesani (1981)
- Difendimi dalla notte, regia di Claudio Fragasso (1981)
- Delitti, amore e gelosia, regia di Luciano Secchi (1982)
- Una strana passione (Un amour interdit), regia di Jean-Pierre Dougnac (1984)
- Il ragazzo di Ebalus, regia di Giuseppe Schito (1984)
- Il commissario Montalbano – serie TV, episodio 9x25 (2013)